# Список искусственных языков

Алфавитный список искусственных языков (не включает языки программирования):
| Наименование                                                                                                 | Код ISO      | Год создания | Создатель, место создания                                          | Описание |
| --- | ------------ | ------------ | ------------------------------------------------------------------ | --- |
| Адьюванто (Adjuvanto)                                                                                        |              | 1896         | Луи де Бофрон (Париж)                                              | апостериорный лингвопроект, лексически и грамматически близкий к эсперанто и позднейшему идо                                                                               |
| Арахау (Ârahau [ara΄xaw])                                                                                    | ahu (заявка) | 2006         | Иван Карасёв (Краснодар)                                           | полисинтетический априорный. Издаёт журнал |
| Атлантийский язык                                                                                            |              | 2001         | Марк Окранд (США)                                                  | язык Атлантиды |
| Африхили (Afrihili)                                                                                          | afh          | 1970         | К. А. Куми Аттобрах (Гана)                                         | собран из разных африканских языков |
| Балейбелен (Bâleybelen)                                                                                      | zba          | 1574         | Мухьи Гюльшени (Каир)                                              | апостериорный язык, лексика заимствована из персидского, турецкого и арабского, грамматика агглютинирует из турецкого языка                                                |
| Бейсик-инглиш (Basic English)                                                                                |              | 1932         | Чарльз Огден (Лондон)                                              | на английской основе: сокращённый словарь (850 слов), английская грамматика осталась в основном без изменений                                                              |
| Божественный язык (The Divine Language)                                                                      |              | 1996         | Люк Бессон                                                         | искусственный язык, придуманный Люком Бессоном для фильма «Пятый элемент»                                                                                                  |
| Блиссимволика                                                                                                | zbl          | 1949         | Карл Блисс (Шанхайское гетто — Сидней)                             | состоит из идеограмм. Орган по стандартизации — международная группа «Blissymbolics Communication International» (BCI)                                                     |
| Бритениг (Brithenig)                                                                                         | bzt          | 1996         | Эндрю Смит (Новая Зеландия)                                        | альтернативно-историческая реконструкция развития валлийского языка |
| Вендергуд |              | 1905         | Уи́льям Са́йдис (США)                                                | разработан 8-летним вундеркиндом на основе романских языков |
| Венедык |              | 2002         | Ян ван Стенберген (Нидерланды)                                     | вымышленный польско-романский язык |
| Вестрон (Adûni)                                                                                              |              | 1969—1972    | Дж. Р. Р. Толкин (Оксфорд)                                         | вымышленный априорный язык |
| Волапюк (Volapük)                                                                                            | vol          | 1879         | Иоганн Мартин Шлейер (Констанц)                                    | первый плановый язык, получивший коммуникативную реализацию |
| Глоса (Glosa)                                                                                                |              | 1972—1992    | Рональд Кларк, Уэнди Эшби (Англия)                                 | международный вспомогательный язык |
| Дотракийский язык (Dothraki)                                                                                 |              | 2007—2009    | Дэвид Дж. Питерсон (Language Creation Society)                     | вымышленный язык, разработанный специально для сериала «Игра престолов» |
| Енохианский язык                                                                                             |              | 1583—1584    | Джон Ди, Эдвард Келли                                              | язык ангелов |
| Идиом-неутраль (Idiom Neutral)                                                                               |              | 1898         | Вальдемар Розенбергер (Санкт-Петербург)                            | международный вспомогательный язык |
| Игнота лингва (Ignota lingua)                                                                                |              | XII век      | Хильдегарда Бингенская (Германия)                                  | искусственный язык с априорной лексикой, грамматика сходна с латинской |
| Идо (Ido) | ido          | 1907         | Луи де Бофрон (Париж)                                              | плановый язык, созданный при реформировании эсперанто |
| Интерглоса (Interglossa)                                                                                     | igs          | 1943         | Ланселот Хогбен (Англия)                                           | международный вспомогательный язык |
| Интерлингва (Interlingua)                                                                                    | ina          | 1951         | IALA (Нью-Йорк)                                                    | плановый язык натуралистического типа |
| Ифкуиль (Iţkuîl)                                                                                             |              | 1978—2004    | Джон Кихада (США)                                                  | философский язык с 81 падежом и почти 9 десятками звуков |
| Карпофорофилус                                                                                               |              | 1732—1734    | Неизвестный автор (Лейпциг, Германия)                              | проект международного языка — упрощённая рационализированная латынь, освобождённая от неправильностей и исключений                                                         |
| Квенья (Quenya)                                                                                              | qya          | 1915         | Дж. Р. Р. Толкин (Оксфорд)                                         | вымышленный язык |
| Клингонский язык (tlhIngan Hol)                                                                              | tlh          | 1979—1984    | Марк Окранд (США)                                                  | вымышленный язык из сериала «Звёздный путь», использует элементы языков индейцев Северной Америки и санскрита                                                              |
| Космос (Kosmos)                                                                                              |              | 1888         | Евгений Лауда (Берлин)                                             | международный вспомогательный язык, представляет собой упрощённый латинский язык                                                                                           |
| Котава | avk          | 1978         | Старен Фечей                                                       | априорный международный вспомогательный язык |
| Лаадан (Láadan)                                                                                              | ldn          | 1982         | Сьюзет Хейден Элджин (США)                                         | феминистский агглютинативный язык, созданный для проверки гипотезы Сепира—Уорфа                                                                                            |
| Ланго (Lango)                                                                                                |              | 1996         | Энтони Александр, Роберт Крейг (остров Мэн)                        | упрощение английского языка в качестве международного |
| Латино-сине-флексионе (Latino sine flexione)                                                                 |              | 1903         | Джузеппе Пеано (Турин)                                             | плановый язык, основанный на латинской лексике |
| Лингва католика (Lengua católica)                                                                            |              | 1890         | Альберт Липтай (Чили)                                              | международный искусственный язык натуралистического типа |
| Лингва де планета, LdP, Лидепла (Lingwa de planeta)                                                          |              | 2010         | Дмитрий Иванов, Анастасия Лысенко и др. (Санкт-Петербург)          | международный искусственный язык натуралистического типа. Используется для общения в сетевой группе (около ста активных участников)                                        |
| Лингва франка нова (Lingua Franca Nova)                                                                      | lfn          | 1998         | Джордж Бурэй (США)                                                 | словарь из средиземноморских романских языков, креольская грамматика. Общается более 200 участников сетевой группы, около 2900 статей в иллюстрированной Вики-энциклопедии |
| Линкос (Lincos)                                                                                              |              | 1960         | Ханс Фройденталь (Утрехт)                                          | язык для общения с внеземным разумом |
| Логлан (Loglan)                                                                                              |              | 1955         | Джеймс Кук Браун (Гейнсвилль, Флорида)                             | априорный язык, основанный на логике предикатов |
| Ложбан (Lojban)                                                                                              | jbo          | 1987         | Группа логического языка (США)                                     | априорный язык, основанный на логике предикатов |
| Локос (LoCoS)                                                                                                |              | 1964         | Юкио Ота (Япония)                                                  | базируется на пиктограммах и идеограммах |
| Макатон |              | 1979         | Маргарет Уолкер, Катарина Джонстон, Тони Корнфорт (Великобритания) | искусственно созданный жестовый язык, который используется в 40 странах для помощи детям и взрослым с коммуникативными нарушениями                                         |
| Медефайдрин                                                                                                  | dmf          | 1930—1936    | (Ибибио, Нигерия)                                                  | ритуальный язык |
| Межславянский (Меджусловјанскы, Medžuslovjansky)                                                             |              | 2017         | Войтех Мерунка, Ян ван Стенберген и др.                            | вспомогательный общеславянский язык; используется в фильме «Раскрашенная птица»                                                                                            |
| Мундолингве                                                                                                  |              | 1889         | Юлиус Лотт (Вена)                                                  | международный искусственный язык натуралистического типа |
| На'ви (Naʼvi)                                                                                                |              | 2005—2009    | Пол Фроммер (Лос-Анджелес)                                         | вымышленный априорный язык, используется в фильме «Аватар» |
| Новиаль (Novial)                                                                                             | nov          | 1928         | Отто Есперсен (Копенгаген)                                         | международный вспомогательный язык |
| Новословенский (Novoslovienskij)                                                                             |              | 2009         | Войтех Мерунка (Прага)                                             | панславянский искусственный язык |
| Нэо (neo) | neu          | 1937, 1961   | Артуро Алфандари (Брюссель)                                        | корневая база и грамматика языка приближены (в сравнении с эсперанто и идо) к английскому языку                                                                            |
| Окциденталь (Occidental, Interlingue)                                                                        | ile          | 1922         | Эдгар де Валь                                                      | плановый язык натуралистического типа; в 1949 г. переименован в Interlingue                                                                                                |
| ОМО (OMO) |              | 1910         | Владимир Венгеров (Екатеринбург)                                   | международный искусственный язык, эсперантоид |
| Пасилингва (Pasilingua)                                                                                      |              | 1885         | Пауль Штейнер (Нейвид)                                             | апостериорный язык с лексикой немецкого, английского, французского и латинского происхождения                                                                              |
| Палава-кани (Palawa kani)                                                                                    |              | 1999         | Тасманийский центр аборигенов                                      | реконструированный язык аборигенов Тасмании |
| Панроман (Panroman)                                                                                          |              | 1903         | Х. Моленар (Лейпциг)                                               | плановый язык, в 1907 г. переименованный в «универсаль» (Universal) |
| Ро (Ro) |              | 1908         | Эдвард Фостер (Цинциннати)                                         | априорный философский язык |
| Романид (Romanid)                                                                                            |              | 1956—1984    | Золтан Мадьяр (Венгрия)                                            | международный искусственный язык |
| «Русский» язык (Ruski jezik) также известен в литературе как «всеславянский язык» не путать с русским языком |              | 1661         | Юрий Крижанич                                                      | первый искусственный панславянский язык |
| Симлиш (Simlish)                                                                                             |              | 1996         |                                                                    | вымышленный язык, используемый в компьютерной игре «SimCopter» (и ряде других) фирмы Maxis                                                                                 |
| Синдарин (Sindarin)                                                                                          | sjn          | 1915—1937    | Дж. Р. Р. Толкин (Оксфорд)                                         | вымышленный язык |
| Словио (Slovio)                                                                                              |              | 1999         | Марк Гучко (Словакия)                                              | схематический искусственный язык на славянской основе |
| Словиоски (Slovioski)                                                                                        |              | 2009         | Стивен Радзиковский (США) и др.                                    | улучшенная форма Словио |
| Словянски (Slovianski)                                                                                       |              | 2006         | Ондрей Речник, Габриэль Свобода, Ян ван Стенберген, Игорь Поляков  | апостериорный панславянский язык |
| Современный индоевропейский (Eurōpājóm)                                                                      |              | 2006         | Карлос Килес (Бадахос)                                             | реконструированный язык северо-западной части индоевропейского ареала середины III тысячелетия до н. э.                                                                    |
| Сольресоль (Solresol)                                                                                        |              | 1817         | Жан Франсуа Сюдр (Париж)                                           | априорный язык, основанный на названиях нот |
| Старшая Речь (Hen Llinge)                                                                                    |              | 1986—1999    | Анджей Сапковский (Польша)                                         | вымышленный язык эльфов |
| Талосский язык (El Glheþ Talossan)                                                                           | tzl          | 1980         | Роберт Бен-Мэдисон (Милуоки)                                       | вымышленный язык талосской микронации |
| Токипона (Toki Pona)                                                                                         |              | 2001         | Соня Элен Киса (Торонто)                                           | искусственный язык с минимальным лексическим составом |
| Универсаль (Universal)                                                                                       |              | 1925         | Л. И. Василевский (Харьков), Г. И. Муравкин (Берлин)               | международный искусственный язык |
| Универсалглот (Universalglot)                                                                                |              | 1868         | Ж. Пирро (Париж)                                                   | международный искусственный язык апостериорного типа |
| Унитарио (Unitario)                                                                                          |              | 1987         | Рольф Рим (Германия)                                               | международный искусственный язык |
| Фолкспраак                                                                                                   |              |              | коллективный язык                                                  | незавершенный проект зонального сконструированного языка, основанный на современных западно- и северогерманских языках.                                                    |
| Чёрное наречие (Black Speech)                                                                                |              | 1941—1972    | Дж. Р. Р. Толкин (Оксфорд)                                         | упоминается в легендариуме |
| Эльюнди (Eliundi)                                                                                            |              | 1989         | Александр Колегов (Тирасполь)                                      | международный искусственный язык |
| Эсперантида (Esperantida)                                                                                    |              | 1919—1920    | Рене де Соссюр                                                     | один из вариантов реформированного эсперанто |
| Эсперанто (Esperanto)                                                                                        | epo          | 1887         | Людвик Лазарь Заменгоф (Белосток)                                  | плановый язык, самый популярный искусственный язык в мире |
| Язык Галена                                                                                                  |              | II век       | Гален (Пергам)                                                     | система письменных знаков для общения разных стран и народов |
| Язык Дальгарно (Lingua philosophica)                                                                         |              | 1661         | Джордж Дальгарно (Лондон)                                          | априорный философский язык |
| Язык Делормеля (Projet d'une Langue universele)                                                              |              | 1794         | Делормель (Париж)                                                  | априорный философский язык, представленный Национальному Конвенту |
| Язык Лаббе (Lingua universalis)                                                                              |              | 1650         | Филипп Лаббе (Франция)                                             | проект всеобщего языка на основе упрощённого латинского |
| Язык Лейбница (Ars combinatorica…, De grammatica rationali)                                                  |              | 1666—1704    | Готфрид Вильгельм Лейбниц (Германия)                               | проект из комбинаций букв, цифр и математических символов |
| Язык Уилкинса (Philosophical language)                                                                       |              | 1668         | Джон Уилкинс (Лондон)                                              | априорный философский язык |
| Язык Уркхарта (Universal language)                                                                           |              | 1653         | Томас Уркхарт (Лондон)                                             | априорный философский язык |
| Язык Шипфера (Communicationssprache)                                                                         |              | 1839         | Йозеф Шипфер (Висбаден)                                            | проект всеобщего языка на основе упрощённого французского |